# Dacryodes paraensis
Dacryodes paraensis là một loài thực vật có hoa trong họ Burseraceae. Loài này được Cuatrec. mô tả khoa học đầu tiên năm 1957.